# Maria Alzamora
Maria Alzamora (Ordis, 1992) és una fotògrafa catalana. La seva obra es caracteritza per retratar el cos i el moviment. Utilitza la fotografia com a pedra angular de la seva pràctica artística, però també explora mitjans com el videoart, el dibuix (tècnica mixta) o l'escriptura, entre d'altres. Té obra al fons d'art de la Fundació Vila Casas.

## Exposicions
- (2025): "Si la por fos moviment" dins del cicle Aixó que no m'ensenyes, del Museu Abelló de Mollet del Vallés,[2] comissariada per Mercé Vila Rigat. Celebrada del 19 de juny de 2025 al 26 d'octubre de 2025.
- (2021): El gest Mínim al museu Palau Solterra,[3] després de guanyar segon premi del Concurs de Fotografia de la Fundació Vila Casas 2020.[4] Celebrada del 13 de febrer de 2021 al 2 de maig de 2021 a la Fundació Vila Casas.[5]